# Dennis van Scheppingen
Dennis van Scheppingen (Mijdrecht, 5 luglio 1975) è un ex tennista olandese.

## Carriera
In carriera ha raggiunto una finale di doppio. In singolare ha raggiunto la 72ª posizione della classifica ATP, mentre in doppio ha raggiunto il 154º posto.
In Coppa Davis ha disputato un totale di 2 partite, ottenendo una vittoria e una sconfitta.

## Statistiche

### Doppio

#### Finali perse (1)
| Numero | Anno           | Torneo                | Superficie  | Compagno     | Avversari in finale             | Punteggio     |
| 1.     | 23 luglio 2000 | Dutch Open, Amsterdam | Terra rossa | Edwin Kempes | Sergio Roitman Andrés Schneiter | 6-4, 4-6, 1-6 |